# Uno (Better Call Saul)
«Uno» es el estreno de la serie de televisión de AMC Better Call Saul, la serie derivada de Breaking Bad. El episodio se emitió el 8 de febrero de 2015 en AMC en Estados Unidos. Fue escrito por Vince Gilligan y Peter Gould, y fue dirigido por Gilligan. Fuera de Estados Unidos, se estrenó en el servicio de streaming Netflix en varios países.
La serie tiene lugar principalmente en 2002, aproximadamente seis años antes de que el personaje titular, Saul Goodman (Bob Odenkirk), se encuentre con Walter White (Bryan Cranston). En «Uno», Jimmy McGill (Saul) es un abogado con problemas que trabaja en la parte trasera de un salón de manicura. Jonathan Banks también repite su papel como Mike Ehrmantraut, un policía retirado que trabaja como guardia de seguridad en un estacionamiento. El episodio recibió reseñas generalmente positivas de los críticos, y también rompió el récord de ser el estreno más visto de una serie con guion en la historia del cable de Estados Unidos en ese momento, con 6,88 millones de espectadores.

## Trama

### Introducción
Saul Goodman, que ahora es conocido con el nombre «Gene Takavic», administra un Cinnabon en un centro comercial en Omaha (Nebraska). Se ha dejado crecer el bigote y se está quedando calvo. Sospecha que un cliente lo reconoce, pero no lo hace. Esa noche, en su departamento, Saul mira una cinta VHS de sus viejos anuncios de televisión.

### Historia principal
En mayo de 2002, James Morgan «Jimmy» McGill es un defensor público con dificultades en Albuquerque (Nuevo México). Representa a tres adolescentes e intenta convencer a un jurado de que sus acciones fueron simplemente «niños siendo niños». En respuesta, el fiscal reproduce un video que los adolescentes hicieron de ellos entrando en una morgue y teniendo sexo con una cabeza cortada. Después, Jimmy se queja de que le pagaron muy poco por la defensa. Recibe una llamada de un posible cliente, a quien finge ser su propia secretaria irlandesa de buenos modales. Al salir del estacionamiento, Jimmy es detenido por Mike Ehrmantraut, el aparcacoches, quien se niega a dejarlo salir sin un pago o un boleto de estacionamiento provisto por la corte.
Más tarde ese día, Jimmy se reúne en un restaurante con unos posibles clientes, el tesorero del condado Craig Kettleman y su esposa, Betsy, que están siendo investigados por la desaparición de fondos del condado. Dudan de contratar a Jimmy, y cuando más tarde intenta ordenarles flores mientras conduce, Jimmy golpea a un hombre en un monopatín. El hermano gemelo del patinador graba el incidente en una cámara de video y amenaza con llamar a la policía a menos que Jimmy les pague dinero. Reconociendo su artimaña, Jimmy se niega a pagar y patea a la «víctima». Luego, regresa a su «oficina», la sala de calderas de un salón de belleza vietnamita. En el correo, encuentra un cheque por USD $26,000 de Hamlin, Hamlin & McGill (HHM), el bufete de abogados de su hermano Chuck, que procede a romper en varios pedazos. Jimmy se enfrenta a los socios, acusándolos de tratar de engañar a Chuck en su parte legítima de la asociación. Al salir de la oficina de HHM, ve entrar a los Kettleman, lo que hace que se agite por perder unos clientes potencialmente lucrativos.
Jimmy visita a Chuck, quien ha tenido un colapso mental y cree que tiene hipersensibilidad electromagnética. Él requiere que los visitantes dejen las llaves, el mando a distancia de sus coches y los teléfonos celulares en su buzón y se pongan a tierra antes de entrar a su casa. No tiene luces de trabajo ni refrigerador y trabaja desde su casa en una máquina de escribir manual y la ayuda de una linterna. Chuck rechaza una compra y también sugiere que Jimmy deje de usar el nombre «McGill» para su firma personal para evitar la confusión pública con HHM. Jimmy rastrea a los dos patinadores, Cal y Lars Lindholm, y sugiere una asociación, diciéndoles cómo obtuvo el apodo «Slippin' Jimmy» (Resbaladizo Jimmy o Jimmy Patín, en español) cuando era joven al fingir «resbalones y caídas» para obtener dinero fácil. Organiza que uno sea atropellado por un automóvil conducido por Betsy Kettleman, lo que le permitirá hacer otro intento para defender a los Kettleman por el cargo de malversación de fondos. En lugar de detenerse para verificar el estado de Cal después de golpearlo, el automovilista simplemente se va. Cal y Lars lo persiguen, pero cuando el auto se detiene, sale una anciana hispana. La siguen a su casa e intentan que pague. Jimmy llega momentos después para intentar, tratando de entrar refiriéndose a sí mismo con precisión pero engañosamente como un «funcionario judicial», pero Tuco Salamanca lo mete a la casa a punta de pistola.

## Producción

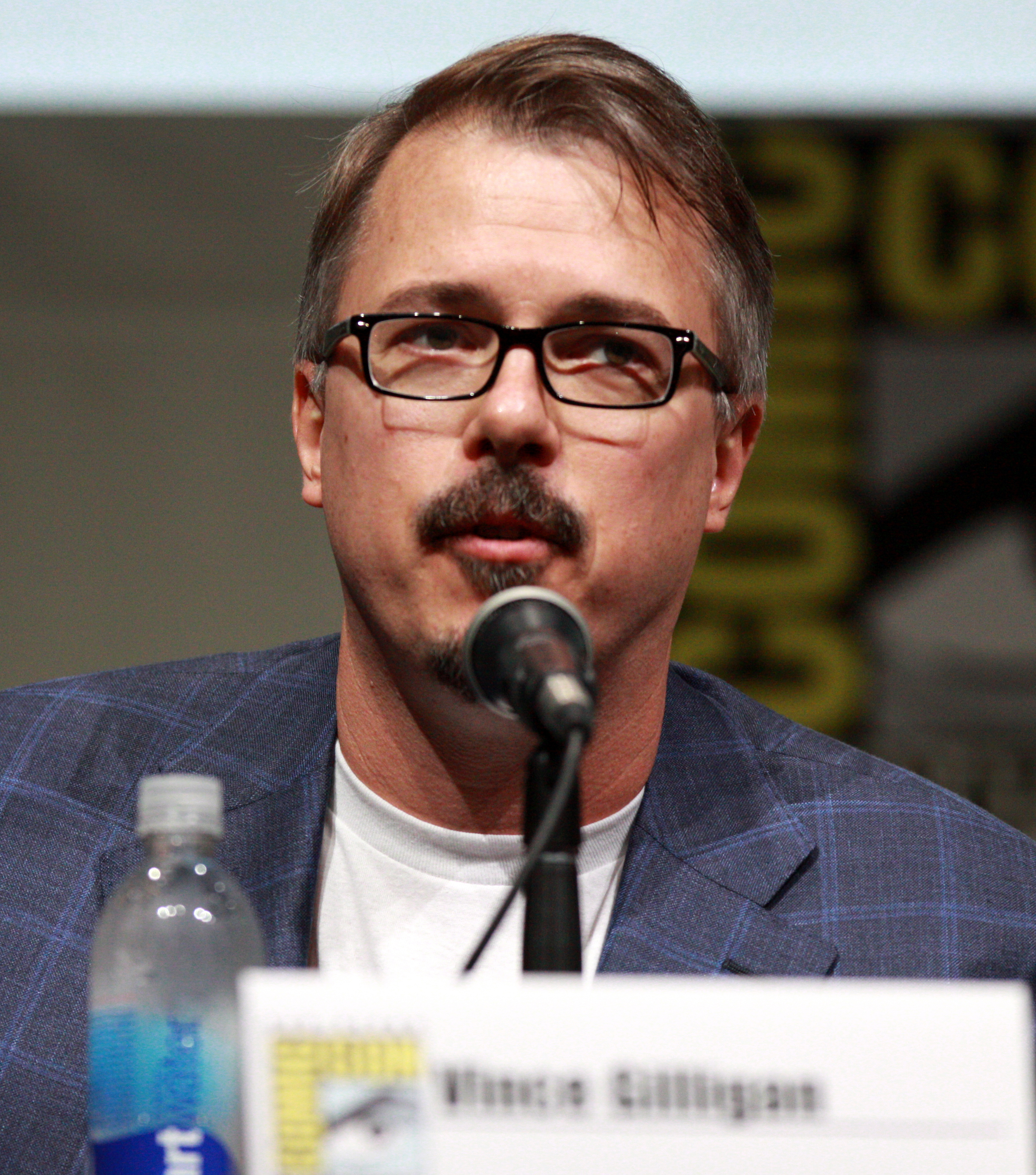
El cocreador de la serie Vince Gilligan, quien también creó la predecesora Breaking Bad.

En julio de 2012, el creador de Breaking Bad, Vince Gilligan, insinuó una posible serie derivada centrada en Goodman. En abril de 2013, Gilligan y Gould confirmaron que la serie estaba en desarrollo; este último escribió el episodio Breaking Bad que presentó al personaje. En una entrevista de julio de 2012, Gilligan dijo que le gustó «la idea de un programa de abogados en el que el abogado principal hará todo lo necesario para mantenerse fuera de un tribunal de justicia».

### Filmación
El programa se filmó en Albuquerque (Nuevo México), donde también se filmó Breaking Bad. Cuando comenzó la filmación el 2 de junio de 2014, se expresaron preocupaciones con respecto a la posible decepción en términos de recepción de la audiencia. El 19 de junio de 2014, AMC anunció que había renovado la serie para una segunda temporada de 13 episodios que se estrenaría a principios de 2016, con la primera temporada compuesta por 10 episodios, y que el estreno de la serie se había retrasado hasta principios de 2015. El primer avance se estrenó en AMC el 10 de agosto de 2014 y confirmó su fecha de estreno de febrero de 2015.
En la escena de apertura del episodio, Saul (ahora ocultando su verdadera identidad bajo el alias de Gene Takavic), está trabajando en un Cinnabon de Nebraska. Esta escena se desarrolla en Omaha (Nebraska), pero fue filmada en Albuquerque (Nuevo México), en el centro comercial Cottonwood.